# Flatey (Skjálfandi)
Flatey (isl. flat – płaski, równina; ey – wyspa) – niewielka, islandzka wyspa, położona u pn. wybrzeży Islandii. Leży w zachodniej części zatoki Skjálfandi (region Norðurland eystra), około 25 km na północny zachód od Húsavík. Od jej nazwy (poza wspomnianą cieśniną) pochodzą toponimy półwyspu Flateyjarskagi (Flateyjardalsskagi) wraz z dolinami w jego wschodniej części – Flateyjardalur na wybrzeżu, oraz długą, ciągnącą się na południe Flateyjardalsheiði.

## Geografia
Od stałego lądu dzieli ją ok. 2,5 km cieśniny Flateyjarsund. Jest jedną z najbardziej płaskich wysp Islandii. Najwyższy punkt znajduje się w południowo-wschodniej części wyspy, na obszarze zwanym Hólar (isl. pagórki, wzniesienia) i wznosi się tylko na około 22 m n.p.m. Tam też koncentruje się osadnictwo. Wyspa ma kształt owalny; jej długość (mierzona na osi NE-SW) wynosi ok. 2,5 km, a szerokość prawie 1,8 km. Powierzchnia wyspy to ok. 2,6 km², przy obwodzie ok. 7,5 km.

### Geologia
Wyspa znajduje się w pobliżu strefy szczelin Tjörnes. Przez cieśninę Flateyjarsund, w kierunku Húsavík, przebiega jeden z głównych lineamentów – uskok Flatey-Húsavík. Wyspa powstała głównie w wyniku wylewów lawy i sedymentacji morskiej. Wypiętrzona została w pod koniec plejstocenu. W 1982, w pobliżu latarni morskiej wykonano – zlecony przez Orkustofnun (Narodowy Autorytet Energetyczny) – odwiert FL-1 o głębokości 554 m, przeprowadzony w poszukiwania źródeł węglowodorów, z którego pozyskano próbki skał długości 517 m. Wykazały one obecność trzech warstw lawy: Bjargshvilft (1,6–8,5 m), Vaôsteinanes (25,0–42,0 m) i najniższe na głębokości 381,8–395,0 m. Bezpośrednio pod drugą z warstw odkryto skamieniałości roślinne. Niżej zachowały się skamieniałości mięczaków, najliczniejsze na głębokości 506,0–513,5 m. Zidentyfikowano gatunki Mya truncate, Natica sp., Nucia tenuis, Portlandica arctica i Portlandica lenticula. 
Najważniejsze trzęsienia ziemi w tym rejonie miały miejsce w latach:
- 1260 – najstarsze trzęsienie ziemi w okolicy, o którym wiadomo ze źródeł historycznych
- 1755 – M7 – wywołało wiele zniszczeń tak w środowisku, jak i wśród budynków
- 1838 – M6,5 – tworzyło pęknięcia do 1 m szerokości.
- 1872 – M6,5 – dwa silne trzęsienia, które dzieliło 6 godzin różnicy. Epicentrum znajdowało się w cieśninie Flateyjarsund.

### Wybrzeża
Wybrzeża na północy są łagodne, zaś na południu i wschodzie strome. Plaże są kamieniste. Główne, oznaczone na mapach wybrzeża:
- Teistabjarg (isl. teista – nurnik zwyczajny; bjarg – urwisko)[9] – południowy brzeg, znajdujący się między Vaðsteinanes i Skipatangi;
- Kirkjubakkar (isl. kirkja – kościół; bakki – brzeg)[9][2] – południowo-zachodni brzeg, znajdujący się pomiędzy Þórðarsteinhorn i Vaðsteinanes;
- Malir (Rindamöl) (isl. möl – żwir, drobne kamyki)[9] – północno-zachodni brzeg pomiędzy  Þórðarsteinhorn i Brimnes, oddzielający Rindatjarnir od morza;
- Krosshúsabjarg (isl. Krosshús – część osady; bjarg – urwisko)[9] – wschodnie wybrzeże pomiędzy Brimnes i Skarfstangi, w pobliżu którego znajduje się Bjargshvílft (isl. bjarg – urwisko; hvílft – wgłębienie, pustka)[9][1].

### Przylądki i półwyspy
Na wyspie wyróżniono kilka przylądków i jeden półwysep:
- Þórðarsteinhorn (isl. Þórr – Thor, piorun, morfem imion i nazwisk; stein – kamień; horn – róg)[1][9] – przylądek o kształcie nieco wypukłego trójkąta, leżący w zachodniej części wyspy;
- Vaðsteinanes (isl. vað – bród; stein – kamień; nes – przylądek, cypel)[9] – przylądek o kształcie nieco wklęsłego trójkąta, leżący w południowo-zachodniej części wyspy; na nim znajduje się jeziorko Leynitjörn;
- Skipatangi (isl. skipa – wydawać rozkazy; tangi – przylądek, cypel)[9] – przylądek zamykający Eiđiskrókur od wschodu, położony na zachód od Skarfstangi;
- Skarfstangi (isl. skarv – wielki ptak, kormoran; tangi – przylądek, cypel)[9] – półwysep w południowo-wschodnim krańcu wyspy; dawniej oznaczony jako na mapach jako przylądek, na którym znajdowało się jezioro Sjótjörn; znajduje się na nim obszar zwany Kettlar (isl. ketill – kocioł)[1];
- Stekkjarnes (isl. stekkr – miejsce, gdzie wiosną odstawia się jagnięta od matek; nes – przylądek, cypel)[9][11] – przylądek leżący na południe od Brimnes; na jego obszarze znajduje się Skjólsvarða (isl. skjól – miejsce schronienia owiec; sverja – przysięga)[1];
- Brimnes (isl. brim – odpływ; nes – przylądek, cypel)[9][11] – przylądek w północno-wschodnim krańcu wyspy, położony na wschód od Hvaltjörn.

### Wody

#### Zatoki
Zatoki są przeważnie otwarte, jedynie Eiđiskrókur i zatoka portowa są wyraźniej odcięte przylądkami
- Hnísuvík (isl. hnísa – morświn; vík – zatoka)[9] – otwiera się na zachód pomiędzy Þórðarsteinhorn i Rindatjarnir;
- Hvalvík (isl. hvalur – wieloryb; vík – zatoka)[9] – otwiera się ku północy; sąsiaduje z jeziorem Hvaltjörn;
- Eiđiskrókur (isl. eiði – przesmyk; krókur – zaułek) – niewielka zatoczka położona na zachód od molo.

#### Jeziora
Mimo niewielkich rozmiarów wyspy i jej niewielkiej wysokości, znajduje się tu kilka większych jezior. Wszystkie znajdują się w pobliżu wybrzeży: 
- Hvaltjörn (isl. hvalur – wieloryb; tjörn – jeziorko)[9] – największe jezioro, zajmujące powierzchnię 8 ha; znajduje się na północnym skraj wyspy; kształt nieregularny, składający się z dwóch, prawie równych pod względem długości obszarów; zachodnia przypomina prostokąt, a wschodnia jest wąską zatoką w kształcie łuku; po południowo-wschodniej stronie znajduje się Helluholt (isl. hellu – łupek; holt – pagórek, drzewa)[1][2];
- Rindatjarnir (isl. Rind – imię; tjarnir – jeziorka)[9][1] – kilka jezior o wrzecionowatym kształcie, położonych przy północno-zachodnim brzegu. Dwa największe, o powierzchni 2,3 ha (wschodni) i 0,6 ha (zachodni) znajdują się po północno-wschodniej części obszaru, przedzielone przesmykiem Rindal. W części zachodniej znajdują się dwa mniejsze, o powierzchni 0,3 ha (północny) i 0,25 ha (południowy). W okolicy dostrzec można jeszcze kilkanaście oczek, żadne jednak nie przekracza 0,1 ha powierzchni. Obszar zajmowany przez główne, największe stawy zajmuje ok. 6 ha;
- Sjótjörn (isl. sjó- – morski; tjörn – jeziorko)[9] – jezioro znajdujące się w południowo-wschodnim skraju wyspy, zajmując 2 ha powierzchni; od zachodu graniczy z osadą; południowa strona sąsiaduje z zatoką, w której znajduje się przystań; po stronie wschodniej rozpoczyna się cypel Skarfstangi;
- Grandatjarnir (isl. granda – uszkodzić, zranić; tjarnir – jeziorka)[9][1] – obszar kilku oczek wodnych, położony między Eiđiskrókur i centrum osady. Wymusza półkolisty kształt drogi i rozmieszczenie domów przy niej wybudowanych. Od północy ogranicza je wąski pas zwany Mjóigrandi (isl. mjó – wąski; grandi – przesmyk)[1], zaś od wschodu Göngugrandi (isl. gang – spacerować, göng – wąskie przejście; grandi – przesmyk)[1] oddzielający od jeziora Sjótjörn. Na obszarze tym znajduje się Fýlutjörn[8] lub Fýla (isl. fýla smród; tjörn – jeziorko)[1][9];
- Leynitjörn (isl. leyni – ukryte [miejsce]; tjörn – jeziorko)[9] – niewielkie jezioro na przylądku Vaðsteinanesm, zajmujące powierzchnię 0,9 ha; ma dość regularny, trójkątny kształt.

#### Bagna
Na mapach wyróżniono trzy obszary podmokłe:
- Græmýrar (isl. grænn – zielony; mýrar – bagna)[9] – podmokły obszar pomiędzy Arnargerði i Hvalvík;
- Sælandsmýri (isl. mýrar – bagna)[9] – niewielki, podmokły obszar w południowej części wyspy, nieco na zachód od Grandatjarnir;
- Krosshúsamýri (isl. Krosshús – część osady; mýrar – bagna)[9] – niewielki, podmokły obszar w południowo-wschodniej części wyspy, znajdujący się w pobliżu brzegu

#### Źródła
Na wyspie oznaczono istnienie trzech źródeł:
- Gloppa (isl. gloppa – duża dziura)[1] – na obszarze Sælandsmýri;
- Hrafnabrunnur (isl. hrafn – kruk, Hrafna - imię; brunnur – studnia)[1] i Gvendarbrunnur (isl. Gvendar – zdrobnienie od imienia Guðmundr; brunnur – studnia; Gvendar-brunnr – źródła sanitarne nazywane na cześć biskupa Guðmundura)[1] – po północnej stronie Sjótjörn.

## Historia
Ludzie osiedlili się po raz pierwszy na Flatey we wczesnych czasach historycznych, lecz nigdy nie było tam dużej populacji. Największa liczbę mieszkańców zostało osiągnięta w 1942 roku, kiedy wyniosła 120 osób. Później ludzie zaczęli opuszczać wyspę, głównie do Húsavík. Spowodowało to, że w 1967 roku nie było tam już żadnych stałych mieszkańców. Wyspa jest zamieszkiwana sezonowo podczas lata, gdy wyspę odwiedza wielu turystów.
Na wyspie brak utwardzonych nawierzchni i znajduje się tam niewiele budynków. W wielu miejscach można dostrzec pozostałości starych fundamentów po już nieistniejących domach. Najważniejsze miejsca to:
- zabytkowy kościół zamknięty w 1884 roku. Został zastąpiony w 1960 roku przez kościół sprowadzony z Brettingsstaðir w Flateyjardalur, który został rozebrany i przeniesiony w obecne miejsce pomiędzy molo i latarnią morską
- latarnia morska, zbudowana w 1913 roku w najwyższym punkcie wyspy przy wschodnim brzegu, przebudowana w 1963 roku. Jest zasilana gazem
- budynek szkoły zbudowany w 1929 roku w zachodniej części osady, prowadzony przez jednego nauczyciela uczącego tylko dwie klasy, składające się ze wspólnie uczących się dzieci młodszych (klasy 1-5) w jednej, oraz młodzież (klasy 6-10) w drugiej. Zaopatrzony w bibliotekę i halę sportową
- radiotelegraf zbudowany w 1931 roku
- molo w południowej części wyspy
- lodownia z 1937 znajdująca się przy molo, służąca jako miejsce przechowywania żywności
- lotnisko ziemne o osi NW-SE, położone w zachodniej części wyspy, o długości 900m[4]. Pierwszy samolot wylądował w 1955 r.
- Langigarður – wał w zachodniej części wyspy, prowadzący od osady do Rindatjarnir[4]
- Arnargerði (isl. arnar należący do orła; gerð budować, wznosić)[1] – ruiny murów w centrum wyspy[4]

## Środowisko
Zatoka Skjálfandi jest doskonałym miejscem do połowów, głównie na dorsza atlantyckiego i zająca morskiego, co stało się podstawą utrzymania mieszkańców. Są całkowicie zdani na własne siły i prawie wszystko robią w celu zaspokojenia własnych potrzeb życiowych. Z tego powodu w każdym gospodarstwie znajdowały się mleczne krowy, owce i kury itp.
Naliczono ok. 120-150 gatunków roślin naczyniowych.

### Ptaki
Jedną z rzeczy, które najbardziej przyciągają turystów na tę wyspę, jest duża liczba gatunków ptaków, jakie można tam spotkać. Spostrzeżono ponad trzydzieści z 370 gatunków ptaków spotykanych na Islandii. Przybywają tam głównie w czasie sezonu rozrodczego. Spośród nich, w 2007 naliczono ok. 7000 gniazdujących par maskonurów.
Lista zaobserwowanych na wyspie ptaków: 
- Bekas kszyk
- Białorzytka zwyczajna
- Białozór
- Biegus morski
- Biegus zmienny
- Cyraneczka zwyczajna
- Droździk
- Edredon zwyczajny
- Fulmar zwyczajny
- Gęgawa
- Kamusznik zwyczajny
- Kormoran zwyczajny
- Kruk zwyczajny
- Krwawodziób
- Lodówka
- Łabędź krzykliwy
- Maskonur zwyczajny
- Mewa trójpalczasta
- Mewa siodłata
- Mewa śmieszka
- Mewa żółtonoga
- Nurnik zwyczajny
- Ogorzałka zwyczajna
- Pardwa górska
- Pliszka siwa
- Płatkonóg szydłodzioby
- Rybitwa popielata
- Rycyk
- Sieweczka obrożna
- Siewka złota
- Szlachar
- Świergotek łąkowy
- Świstun zwyczajny